# Судзукі Юмі
Судзукі Юмі (яп. 鈴木 夕湖) — японська керлінгістка, олімпійська медалістка.
Бронзову олімпійську медаль Судзукі виборола на Пхьончханській олімпіаді 2018 року в складі японської команди, в якій грала на позиції другої.

## Виноски
1. ↑  Keating, Steve (24 лютого 2018), Curling: Japan win bronze to claim first Olympic medal, Reuters